# Обеста (река)
Обеста́ (укр. Обеста) — левый приток реки Клевень, протекающий по Рыльскому (Курская область, Россия) и Глуховскому (Сумская область, Украина) районам.

## География
Длина — 52 км. Площадь водосборного бассейна — 518 км². Русло реки у Труфановки находится на высоте 158,0 м над уровнем моря, у Реза — 149,8, у Рубежов — 145,0. Долина корытообразная, шириной 4 км и глубиной 30 м. Пойма шириной 500 м. Русло извилистое, шириной до 2 м. Используется для технического водоснабжения. Сток частично урегулирован прудами. Есть множеств источников.
Река берёт начало восточнее деревни Акимовка (Рыльский район). Река течёт сначала по Рыльскому, затем Глуховскому районам; в Рыльском районе делает полукруг (с востока потом на север и запад) от Акимовки до Обеста, затем течёт с северо-востока на юго-запад. Начиная от впадения притоки Студенок (у Александровки) и ниже по течению реки пойма идёт с заболоченным участками. На реке создано только два крупных пруда: у Парменовки при впадении балки Точилин Лог, и между Крупец и Новоивановкой при впадении реки Крупка. У Городища и Новоивановки реку дважды пересекает автодорога Е38, а у Рубежов — ж/д линия участка Ржачи—Ворожба. Впадает в реку Клевень западнее пгт Шалыгино (Глуховский район).

## Притоки
левые: Студенок, Лапуга
правые: Крупка

## Населённые пункты
Населённые пункты на реке (от истока до устья):
Рыльский район
1. Акимовка
2. Гниловка
3. Парменовка
4. Александровка
5. Нижняя Мелница
6. Красная Зорька
7. Труфановка
8. Золотаревка
9. Новоивановка
10. Крупец
11. Рыжевка
12. Обеста
13. Качанов
14. Красный Пахарь
15. Реза
16. Локоть
17. Рубежов
18. Городище
19. Козино

Глуховский район
1. Стариково
2. Шалыгино

## Природа
На заболоченных участках поймы представлена луговая и тростниковая растительность. В пойме на территории Шалыгинского заказника расположен дубовый (на левом берегу) и сосно-дубовый (на правом берегу лес Кубовой) леса Шалыгинского лесничества. На левом берегу реки между Козино и хутором Реза находится дубовый лес Воронской.
На территории Глуховского района от Шалыгино до государственной границы с Россией приустьевая часть реки находится в составе Шалыгинского заказника общегосударственного значения.